# Duché de Saxe-Gotha-Altenbourg
1672–1826
Entités précédentes :
- Duché de Saxe-Gotha
- Duché de Saxe-Altenbourg

Entités suivantes :
- Duché de Saxe-Cobourg et Gotha
- Duché de Saxe-Altenbourg

Le duché de Saxe-Gotha-Altenbourg (en allemand : Herzogtum Sachsen-Gotha-Altenburg) est un duché saxon qui fut un État du Saint-Empire romain puis un membre de la confédération du Rhin et de la Confédération germanique. C'est l'un des duchés saxons en Thuringe gouvernés par la branche ernestine des Wettin. Sa capitale était Gotha. 
Après l'extinction de la lignée de Saxe-Gotha-Altenbourg en 1825, le duché a été réparti entre la Saxe-Cobourg et Gotha et la Saxe-Hildburghausen qui devient la Saxe-Altenbourg nouvellement créée.

## Histoire

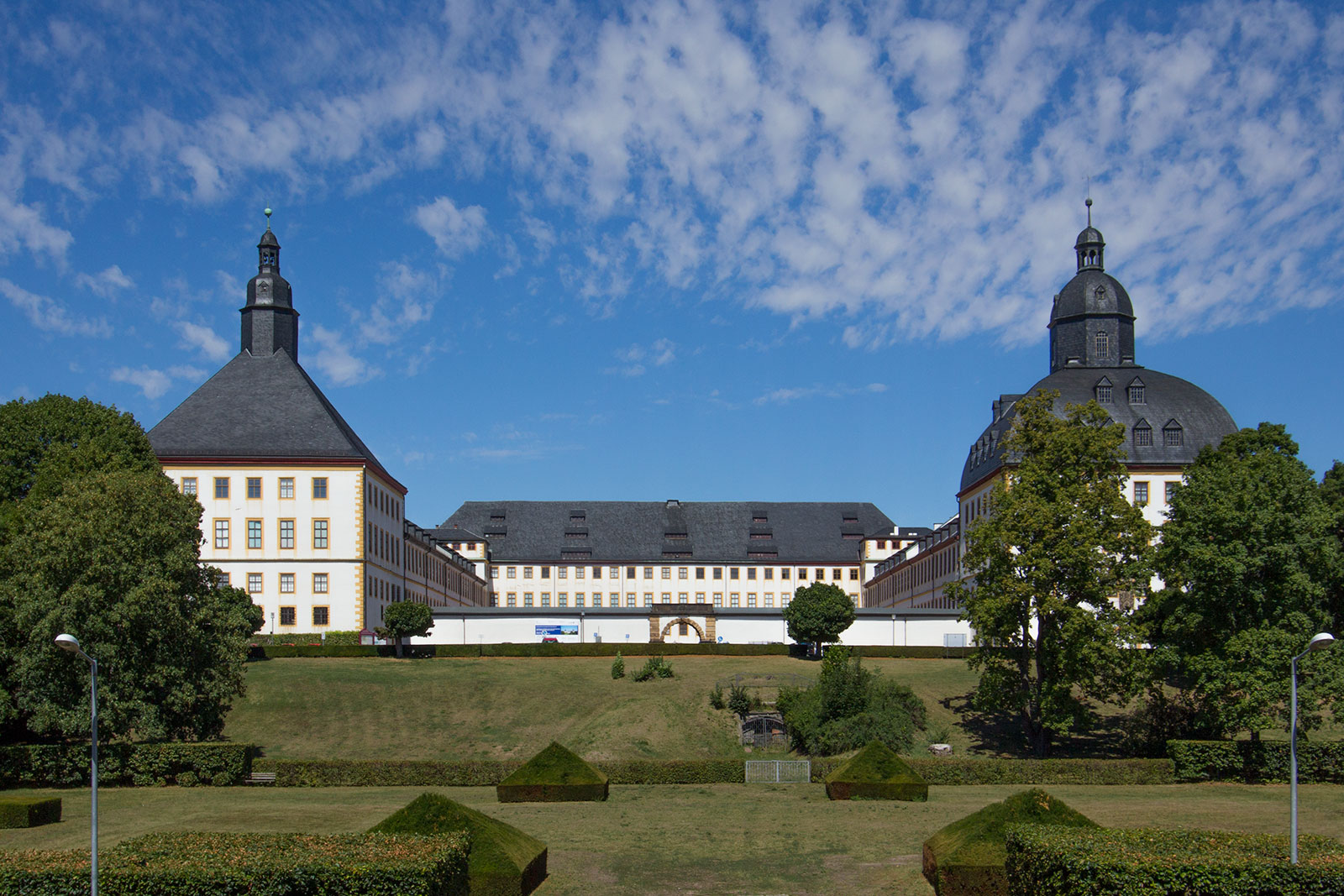
Château de Friedenstein à Gotha.

La maison de Saxe-Gotha remonte au duc Ernest Ier dit « le Pieux » (1601-1675), fils cadet du duc Jean II de Saxe-Weimar, qui fut premier duc de Saxe-Gotha après un partage successoral en 1640. En 1672, la lignée de Saxe-Altenbourg s'éteint avec la mort du duc Frédéric-Guillaume III et ses biens passent pour l'essentiel à Ernest Ier de Saxe-Gotha – ainsi est née le duché de Saxe-Gotha-Altenbourg. 
Après la mort d'Ernest Ier, en 1675, ses sept fils se partagent son héritage, et l'aîné, Frédéric Ier (1646-1691), retient les villes de Gotha et d'Altenbourg, devenant le premier véritable duc de Saxe-Gotha-Altenbourg résidant au château de Friedenstein. Son duché comprenait les trois régions non contiguës de Gotha, d'Altenbourg et de Kahla, ainsi que des enclaves plus petites.
Les biens du duché de Saxe-Eisenberg créé en 1680 pour Christian, fils cadet d'Ernest Ier, retournent après sa mort sans héritier en 1707 à la Saxe-Gotha-Altenbourg.
La lignée de Saxe-Gotha-Altenbourg s'éteint à la mort sans descendance de Frédéric IV le 11 février 1825. Ses possessions sont alors partagées dans le cadre d'un remaniement général des duchés saxons : la Saxe-Gotha est attribuée au duché de Saxe-Cobourg-Saalfeld et devient le duché de Saxe-Cobourg et Gotha  ; Ernest III de Saxe-Cobourg-Saalfeld reçoit donc Gotha, mais doit céder la Saalfeld à la Saxe-Meiningen (il prend dès lors le nom d'Ernest Ier de Saxe-Cobourg et Gotha), tandis que la Saxe-Altenbourg passe au duché de Saxe-Hildburghausen ; le duc de Saxe-Hildburghausen Frédéric Ier abandonne la Saxe-Hildburghausen au duché de Saxe-Meiningen pour devenir duc de Saxe-Altenbourg. La Saxe-Meiningen reçut les bailliages de Rœmhild, Kranichfeld et Cambourg.
Les trois duchés ernestins de Saxe-Cobourg et Gotha, de Saxe-Altenbourg et de Saxe-Meiningen, aux côtés du grand-duché de Saxe-Weimar-Eisenach, devinrent des États confédérés de l'Empire allemand jusqu'en 1918. En 1920, tous les anciens duchés saxons, devenus États libres, furent incorporés dans le Land de Thuringe.

## Liste des ducs de Saxe-Gotha-Altenbourg
- 1640-1675 : Ernest Ier de Saxe-Gotha
- 1675-1691 : Frédéric Ier de Saxe-Gotha-Altenbourg
- 1691-1732 : Frédéric II
- 1732-1772 : Frédéric III
- 1772-1804 : Ernest II
- 1804-1822 : Auguste
- 1822-1825 : Frédéric IV